# Mondpalast-Arena
Die Mondpalast-Arena ist ein Fußballstadion mit Leichtathletikanlage im Stadtteil Wanne-Süd der nordrhein-westfälischen Stadt Herne. Es wird vor allem für die Fußballspiele des DSC Wanne-Eickel genutzt und fasst 13.500 Zuschauer. Vormals als Stadion im Sportpark Wanne-Süd bekannt, wurde das Stadion am 9. August 2009 umbenannt. Es ist damit das erste Fußballstadion in Deutschland, das den Namen eines Theaters trägt. Die Patenschaft mit dem Volkstheater Mondpalast war zunächst auf drei Jahre befristet. Rudi Assauer hat als Pate die Einweihung vorgenommen.

## Geschichte

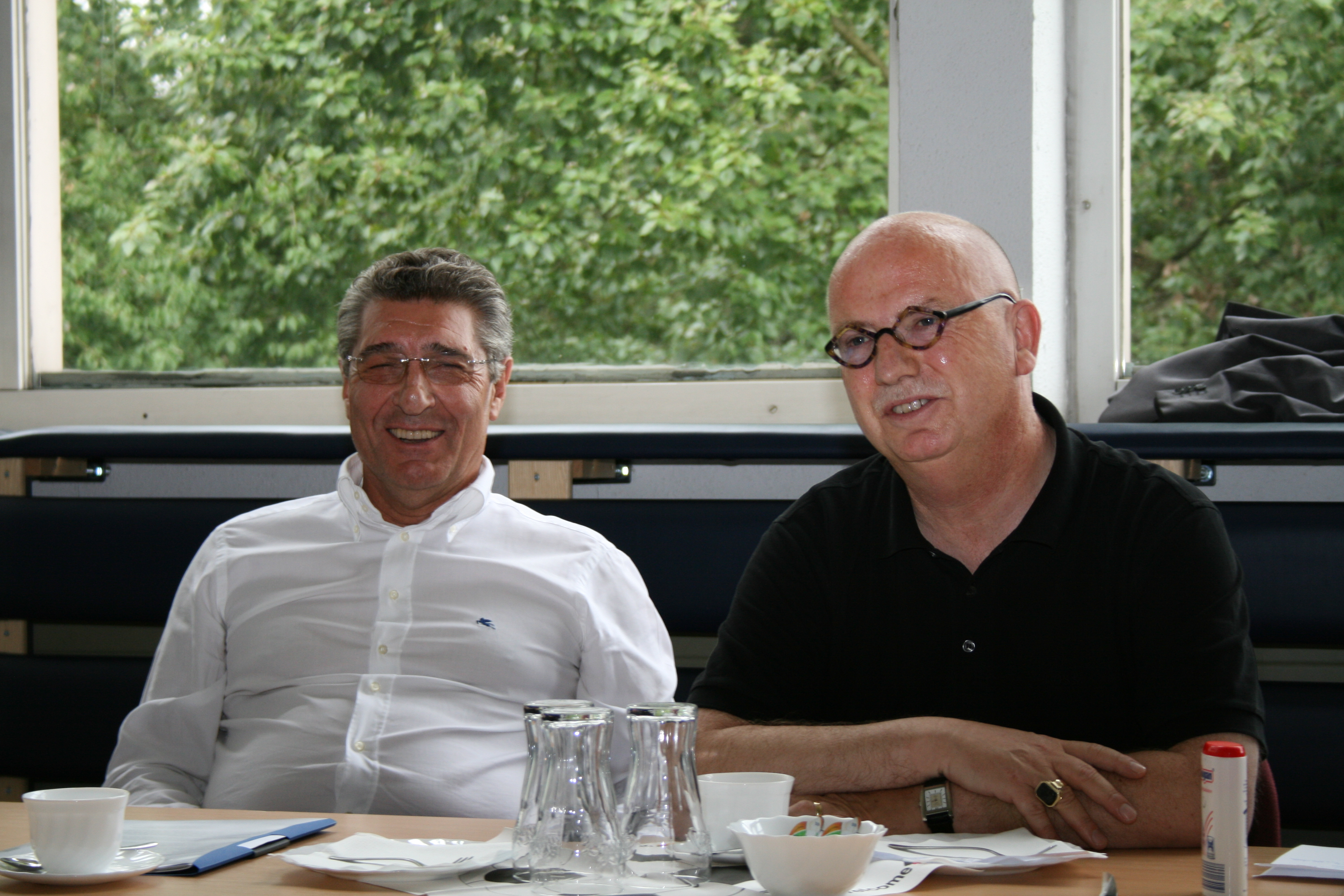
Rudi Assauer und Mondpalast-Prinzipal Christian Stratmann bei der Einweihung am 9. August 2009

Die Anlage im Sportpark Eickel wurde am 3. Juli 1955 mit einem Feldhandballspiel zwischen Jugoslawien und der Tschechoslowakei vor 11.000 Zuschauern eröffnet. Es handelte sich um ein Zwischenrundenspiel der Feldhandball-Weltmeisterschaft der Männer 1955, welches die Tschechoslowakei mit 9:6 gewann. Anfang der 1990er Jahre wurde die Sportstätte mit einer überdachten Sitzplatztribüne erweitert. Das Vereinsheim wurde Mitte 2007 fertiggestellt.
Da die zweite Mannschaft des FC Schalke 04 kein regionalligataugliches Stadion in Gelsenkirchen gefunden hat, trug sie ihre Heimspiele in der Regionalliga West von 2008 bis 2017 in der Mondpalast-Arena aus. Hierfür wurden Umbaumaßnahmen realisiert. So ist zum Beispiel ein Gästeblock mit separatem Eingang geschaffen worden. Von 2019 bis 2021 zur Fertigstellung des Parkstadions wurde die Mondpalast-Arena und das Bottroper Jahnstadion als Heimspielstätten der Schalker Amateurmannschaft genutzt.